# K-MIX ヲタクわーるど!
K-MIX ヲタクわーるど!（けいみっくすをたくわーるど）は、静岡エフエム放送 (K-MIX) で放送されているラジオ番組である。通称「ヲタわる」。

## 概要
学生時代はAKB48（当時）の高橋みなみに小遣いを捧げ、現在はi☆Risの茜屋日海夏を推しメンと公言するなど、「アイドルヲタク歴23年目」の牧村一穂（K-MIXアナウンサー）がメインパーソナリティを務める番組。
番組では牧村がアイドルの魅力や楽曲を取り上げ、「推し活」について話題を広げる。
X（旧Twitter）での公式ハッシュタグは「#ヲタわる」。

## 歴史
- 2024年 (令和6年) 5月4日 - 放送開始。

## 放送時間
- 土曜 26:00 - 27:00（日曜未明 2:00 - 3:00、2024年5月4日 - 6月29日）
- 土曜 26:30 - 27:00（日曜未明 2:30 - 3:00、2024年7月6日 - 12月28日）

## パーソナリティ
- 牧村一穂（K-MIXアナウンサー・パーソナリティ）

## コーナー
- 俺の推しを聴け!

リスナーの「推しメン」（特に応援しているメンバー）やグループについて広めるコーナー。曲のリクエストも受け付けている。
- 教えて！先輩ヲタク

アイドルを応援する上での悩み相談に牧村が答える。
- ふつヲタ

いわゆる「ふつうのおたより」のコーナーだが、ヲタクとかけて「ふつヲタ」としていいる。
- まきセトリ

週替わりのテーマに合わせたアイドルソング3曲を、牧村が選曲してオンエアする。